# Colette Mars
Colette Mars est une actrice et chanteuse française, née le 10 août 1916 à Tanger (Maroc) et morte le 14 mars 1995 à Sion (Suisse).
Elle fut un personnage haut en couleur et incontournable de la vie nocturne des années 50 (où, comme présentatrice de télévision, elle lança la première apparition à l’écran de Barbara) et 60.
Elle est enterrée au cimetière de Passy, où elle repose avec Mireille Labrousse.

## Filmographie
- 1947 : Miroir de Raymond Lamy : Cléo, la chanteuse et ex-maîtresse de Pierre
- 1948 : Aux yeux du souvenir de Jean Delannoy : Marcelle Marinier
- 1948 : Sombre Dimanche de Jacqueline Audry : Colette, la chanteuse
- 1949 : Menace de mort de Raymond Leboursier
- 1952 : Les Dents longues de Daniel Gélin : Lina
- 1954 : Leguignon guérisseur de Maurice Labro : Rita, la courtisane
- 1957 : Cargaison blanche de Georges Lacombe : Mado, la chanteuse
- 1957 : La Garçonne de Jacqueline Audry
- 1965 : Les Sultans de Jean Delannoy
- 1970 : Dernier Domicile connu de José Giovanni : la première pharmacienne

## Doublage
- Rita Hayworth dans :
  - 1947 : L'Étoile des étoiles :  Terpsichore / Kitty Pendleton (1er doublage, voix chantée)
  - 1948 : La Dame de Shanghai : Elsa « Rosalie » Bannister (voix chantée)